# Mackenrode, Eichsfeld
Mackenrode là một đô thị thuộc huyện Eichsfeld nước Đức. Đô thị này có diện tích 3,8 km², dân số thời điểm 31 tháng 12 năm 2006 là 382 người.